# Кулуми, Анне Антуан
Анне-Антуан Кулуми (фр. Annet-Antoine Couloumy; 1770—1813) — французский военный деятель, бригадный генерал (1813 год), барон (1811 год), участник революционных и наполеоновских войн.

## Биография
Начал службу простым солдатом 2 апреля 1788 года в Бурбонском пехотном полку (будущий 13-й линейный). С 1792 по 1794 годы служил в Рейнской армии. Отличился в бою у Обер-Флерсхайма 30 марта 1793 года. 20 ноября 1794 года младший лейтенант в 1-м батальоне добровольцев Сарта в составе Самбро-Мааской армии. Затем сражался в Итальянской и Западной армиях. 9 февраля 1799 года стал адъютантом генерала Шерера. Через двадцать дней зачислен в штаб к генералу Лабори.
23 мая 1803 года возглавил батальон 10-й полубригады линейной пехоты, и был направлен в Италию. С 1806 по 1808 году сражался в Неаполе. В 1806 году произведён в майоры, и назначен заместителем командира 95-го полка линейной пехоты. Служил на побережье в Антверпене в 1809 году. В 1810 году уехал в Испанию. 20 августа 1810 года зачислен в гвардию в звании майор-полковника, и получил под своё начало Полк национальных гвардейцев (с 15 февраля 1813 года - 7-й вольтижёрский).
30 августа 1813 года произведён в бригадные генералы. 14 сентября зачислен в штаб гвардии, затем возглавил 2-ю бригаду 1-й пехотной дивизии Молодой гвардии. Блестяще проявил себя при Лейпциге, был тяжело ранен в бедро 16 октября. Через три дня попал в плен, и умер в больнице города 29 октября 1813 года.

## Воинские звания
- Капрал (4 мая 1790 года);
- Фурьер (20 июля 1791 года);
- Сержант (5 марта 1794 года);
- Младший лейтенант (20 ноября 1794 года);
- Лейтенант (1 февраля 1795 года);
- Капитан (11 ноября 1796 года);
- Командир батальона (15 ноября 1798 года);
- Майор (6 сентября 1806 года);
- Майор-полковник гвардии (20 августа 1810 года);
- Бригадный генерал (30 августа 1813 года).

## Титулы

- Барон Кулуми и Империи (фр. baron Couloumy et de l'Empire; декрет от 30 июня 1810 года, патент подтверждён 5 декабря 1811 года)[1].

## Награды
Легионер ордена Почётного легиона (14 июня 1804 года)
 Офицер ордена Почётного легиона (31 января 1813 года)
 Коммандан ордена Почётного легиона (30 августа 1813 года)